# Raynaud-Syndrom

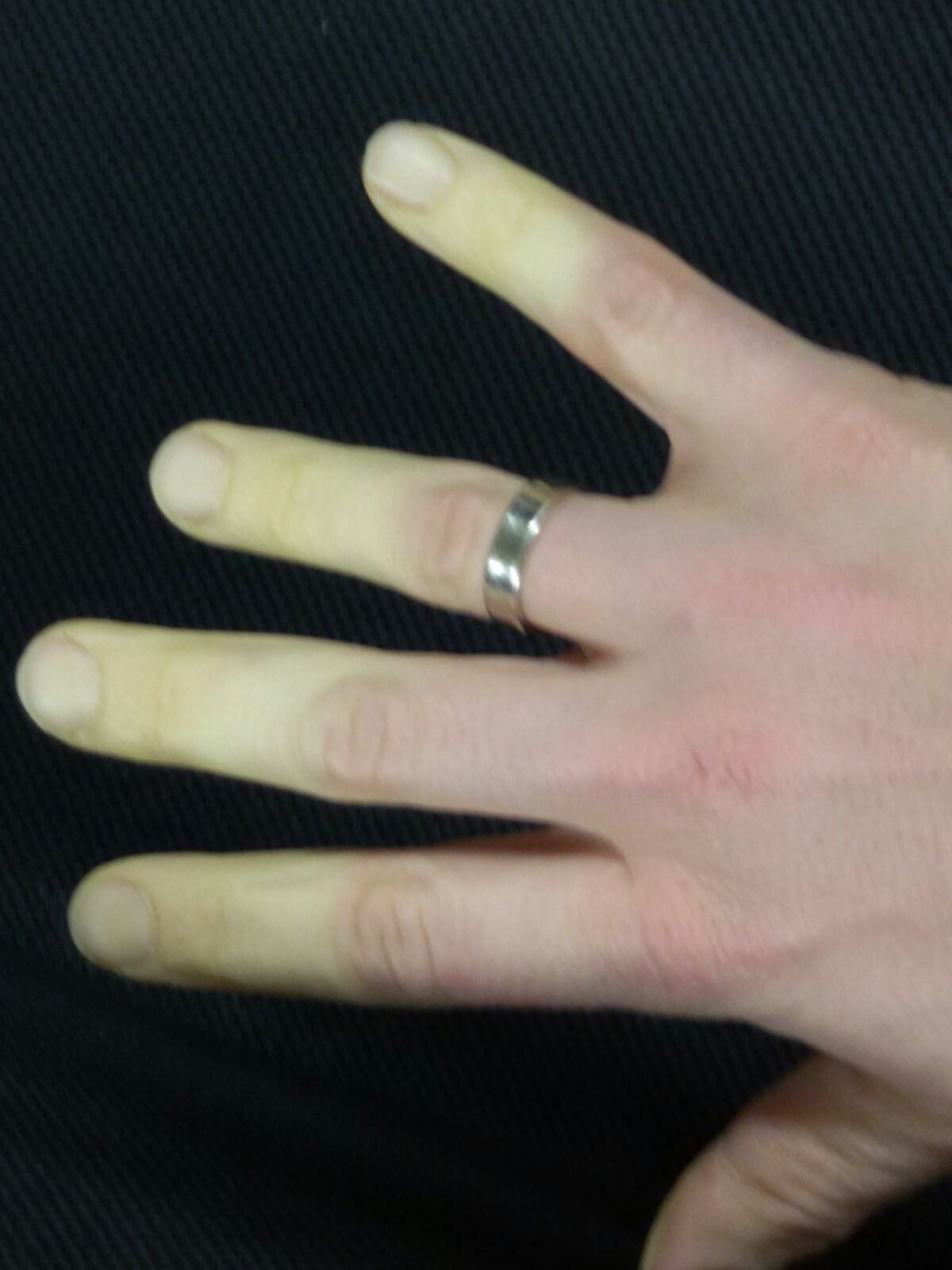
Rechte Hand mit ausgeprägtem Raynaud-Phänomen

Charakteristisch für ein Raynaud-Syndrom oder den Morbus Raynaud ist das Raynaud-Phänomen (benannt nach Maurice Raynaud [ʁɛno]), ein anfallsweises symmetrisches Erblassen der Finger oder Zehen aufgrund von krampfartigen Verengungen der Blutgefäße (Vasospasmen). Unter Umständen kann die Vasokonstriktion auch andere Akren wie Nase oder Ohren betreffen. In den USA leiden nach Schätzungen der National Institutes of Health etwa 5 bis 10 Prozent der Bevölkerung am Raynaud-Syndrom. Frauen sind fünfmal häufiger betroffen als Männer. Bei stillenden Frauen können auch die Brustwarzen betroffen sein, während des Stillens verfärbt sich die jeweilige Brustwarze weiß. Im Verlauf dieser funktionellen Gefäßstörung kann es zu einer Gangrän kommen (Raynaudsche Gangrän).
Die Erkrankung ist benannt nach dem französischen Arzt Maurice Raynaud (1834–1881), der sie 1862 in seiner medizinischen Dissertation erstmals ausführlicher beschrieb. Umgangssprachlich wird sie auch Weißfingerkrankheit oder Leichenfinger genannt, medizinische Bezeichnungen der Symptome sind Digitus mortuus (Totenfinger) oder Reilscher Finger (nach Johann Christian Reil).

## Pathogenese
Die Pathogenese ist bislang nicht exakt geklärt. An der Genese der Erkrankung können unterschiedliche Faktoren beteiligt sein und verschiedene Reaktionsmuster auslösen. Normalerweise versucht der Körper im Falle einer Kälteexposition den Wärmeverlust zu minimieren, indem über die Aktivierung des autonomen Nervensystems mehr Blut von oberflächlichen Hautgefäßen in tiefere Körpervenen geleitet wird.
In vielen Fällen liegt dem Raynaud-Syndrom eine Fehlregulation durch den sympathischen Teil des autonomen Nervensystems zugrunde: über Alpha-Adrenorezeptoren wird eine übermäßige Gefäßverengung der Endarterien (Arteriolen) bewirkt. Durch den ausgelösten Gefäßspasmus wird der Blutfluss in den betroffenen Arealen sehr stark eingeschränkt. Meist lösen sich diese Spasmen wieder von selbst.

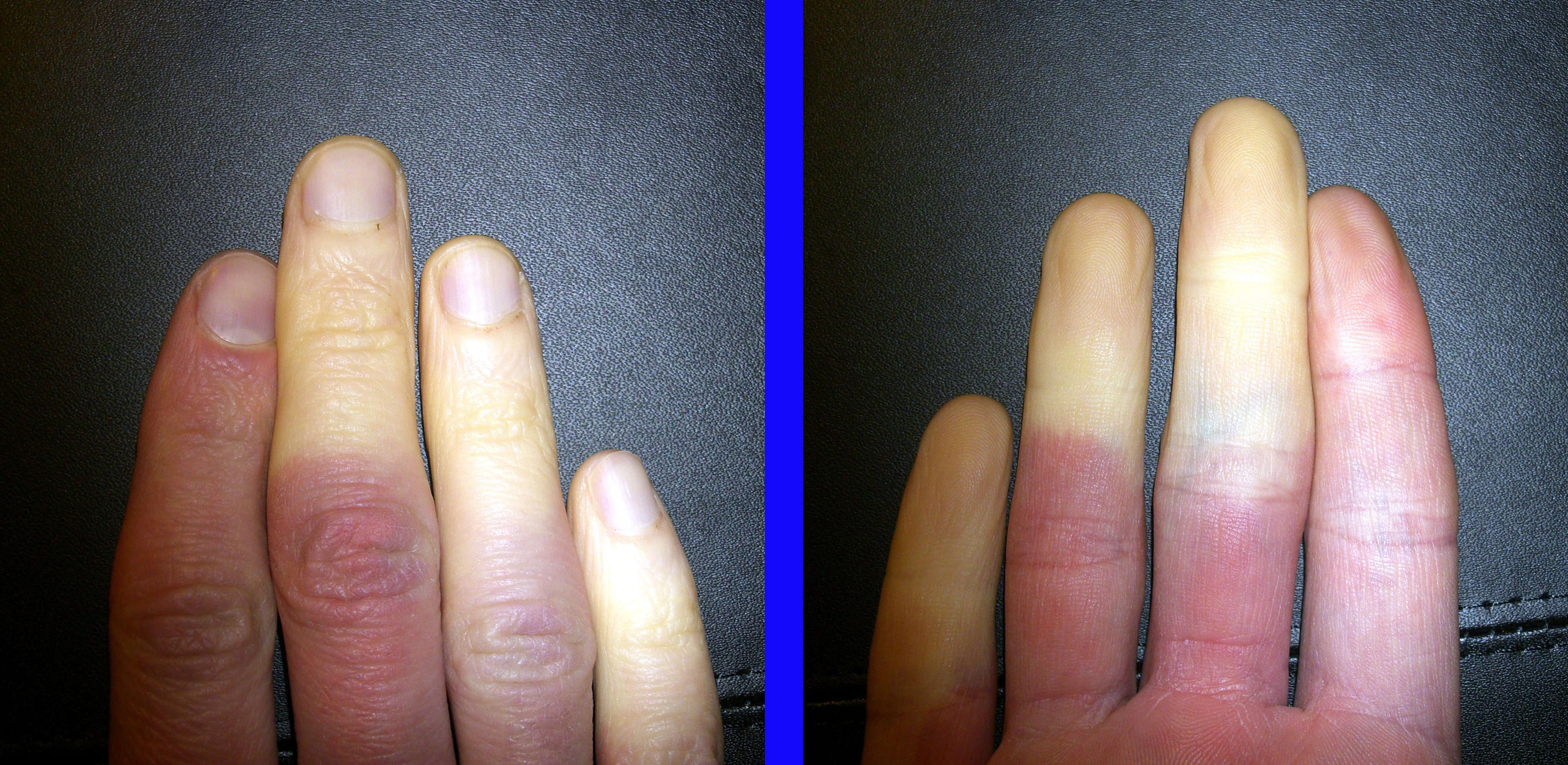
Vorder- und Rückseite derselben Hand zu Anfang eines einsetzenden Raynaud-Phänomens

## Symptome
Das beim Raynaud-Syndrom zu beobachtende Phänomen verläuft in betroffenen Regionen meist dreiphasig:
1. Ischämie – mit blasser Haut – durch anfallsartige Gefäßkrämpfe verengen sich die Arterien. Die Folge ist eine erhebliche Minderdurchblutung der Akren. Hält diese an, treten Gefühllosigkeit, Kältegefühl, Taubheitsgefühl, abnehmende Beweglichkeit und Schmerzen auf.
2. Zyanose – blaufarbige Haut – durch Hypoxie. Die Venen weiten sich, in Reaktion auf die Minderversorgung des Gewebes. Dem angesammelten venösen Blut ist vom Gewebe mehr Sauerstoff entnommen als sonst, was sich in einer bläulichen Verfärbung zeigt.
3. Hyperämie – mit geröteter Haut – reaktiv kommt es zu einer vermehrten Durchblutung mit Rötung und Schwellung, Kribbeln, Klopfen, Hitzegefühl und Schmerzen.

Die Ausprägung dieser drei Phasen kann von Fall zu Fall unterschiedlich sein. Der im typischen Fall auftretende Farbwechsel der Hautregion wird auch als Tricolore-Phänomen bezeichnet.
Bei lange anhaltender Minderversorgung der Region bzw. längerem Bestehen der Erkrankung können Sekundärschädigungen der Gefäßwände mit nachfolgender Nekrose und Gangrän auftreten.

## Epidemiologie
In den USA wurde im Rahmen der Framingham-Studie die Häufigkeit bestimmt. Die Prävalenz des Raynaud-Phänomens betrug 9,6 % bei Frauen und 8,1 % bei Männern. In Deutschland wird die Prävalenz auf 5,8 % geschätzt. Das Syndrom ist im Norden häufiger als im Süden, in Gebirgsregionen häufiger als im Flachland. Es besteht eine familiäre Häufung.

## Formen

### Primäres Raynaud-Syndrom
Von einem primären Raynaud-Syndrom – Synonyme sind Morbus Raynaud oder Raynaud-Krankheit – spricht man, wenn die Symptome ohne erkennbare Grunderkrankung auftreten. Oft wird ein Anfall durch Kälteexposition oder psychische Belastung ausgelöst.

### Sekundäres Raynaud-Syndrom
Das sekundäre Raynaud-Syndrom (syn. Raynaud-Phänomen) tritt als Begleiterkrankung auf, z. B. bei
- progressiver systemischer Sklerodermie/Systemischer Sklerose
- Lupus erythematodes
- Ehlers-Danlos-Syndrom
- Arteriosklerose
- Endangiitis obliterans
- Erkrankungen des blutbildenden Systems (Myeloproliferative Neoplasien), beispielsweise
  - Polycythaemia vera (PV)
  - Essentielle Thrombozythämie (ET)
- CREST-Syndrom
- Kälteagglutininkrankheit
- Kryoglobulinämie
- verschiedenen Traumata, unter anderem
  - Hypothenar-Hammer-Syndrom
  - Thenar-Hammer-Syndrom
- Arbeit mit den Fingern (Sekretäre, Pianisten)
- Arbeit mit vibrierenden Werkzeugen (Vibrationsbedingtes Vasospastisches Syndrom)
- Vergiftungen (Schwermetalle, Vinylchlorid, Ergotaminpräparate, Zytostatika) oder als
- Nebenwirkungen von Medikamenten, z. B. Betablocker oder infolge einer Chemotherapie[7]

## Diagnostik
Die akrale Oszillographie hilft mittels laser- bzw. lichtgesteuerter Impulse eine Minderdurchblutung zu objektivieren. In Zusammenhang mit einem Provokationstest, in dem der Patient einem Wärme- und/oder Kältebad ausgesetzt ist, können die Symptomatik und deren Ursache eingegrenzt werden. Im Falle eines sekundären Raynaud-Phänomens sind diagnostische Abklärungen der Grunderkrankung notwendig.
Während das primäre Raynaud-Phänomen in der Regel einen symmetrischen Befall beider Hände zeigt, tritt das sekundär bedingte Raynaud-Phänomen häufig nur einseitig auf.

## Therapie
Im Normalfall ist das Raynaud-Syndrom harmlos. Abhilfe wird erreicht durch warmhaltende Kleidung, überhaupt Körperwärme, Warmhalten der Finger und Zehen, Bewegung und durchblutungsfördernde Massage. Außerdem haben sich sowohl körperliches als auch geistiges Training im Sinne einer Stresskontrolle bewährt.
Medikamentös wird eine Vasodilatation durch Alpha-Rezeptorenblocker oder Calciumantagonisten, wie z. B. Nifedipin, erreicht. Diese Behandlung ist auch bei stillenden Müttern, deren Brustwarzen betroffen sind, in den USA als effektiv getestet worden. In den letzten Jahren wird auch zunehmend Prostaglandin E1 (Alprostadil) eingesetzt.
Sollte diese Therapie versagen oder in schweren Fällen nicht ausreichend sein, zieht man in Erwägung, den Sympathikus, der die betreffenden Extremitäten innerviert, zu durchtrennen (Sympathektomie). Hierbei werden das Ganglion stellatum und das zweite und dritte Thorakalganglion ausgeschaltet. Allerdings stört man dadurch die Schweißregulation und bewirkt eine lokale Hyperämie. Außerdem ist die Operation aufgrund der Lage des sympathischen Grenzstrangs seitlich der Wirbelkörper im Brustkorb nicht ohne Risiko.
Beim sekundären Raynaud-Syndrom kann in schweren Fällen durch spezielle Apherese eventuell die ursächliche Erkrankung, wie eine Autoimmunerkrankung, behandelt und die Durchblutung des Gewebes angeregt werden.
Ein neuerer Therapieversuch besteht in der Einnahme von Sildenafil, welches durch seine gefäßerweiternde Wirkung die Symptome lindert. Diese Therapieform befindet sich in Deutschland zurzeit in der klinischen Erprobung. Therapeutisch werden auch Prostacyclin und Prostacyclinanaloga, z. B. Iloprost (Handelsname Ilomedin), zur Behandlung des Raynaud-Syndroms eingesetzt.